# Rafał Guízar Valencia
Św. Rafał Guizar Valencia (hisz. Rafael Guízar Valencia) (ur. 26 kwietnia 1878, zm. 6 czerwca 1938) – biskup Veracruz, Rycerz Kolumba. Wsławił się zarówno ogromną wiarą jak i ofiarną służbą dla ubogich, sierot i ofiar rewolucji meksykańskiej w latach 1910–1917. Jako duszpasterz diecezji Veracruz znany był jako „biskup ubogich”.
Kiedy jego ciało zostało ekshumowane w 1950 r. – 12 lat od śmierci – okazało się, że nie uległo rozkładowi poza lewym okiem, które ofiarował – jak twierdził za życia – za grzeszników.
„Z radością przyjęliśmy kanonizacji naszego brata Rycerza, biskupa Rafała Guizar Valencia, i jesteśmy głęboko przekonani, że jego życiowa odwaga i duch ewangelizacji będą inspiracją dla każdego z 1,7 mln członków Zakonu Rycerzy Kolumba” powiedział Najwyższy Rycerz Carl A. Anderson w czasie kanonizacji biskupa Rafała Guizar Valencia w 2006 r. w Rzymie.

## Młodość
Rafał Guizar Valencia urodził się w Cotija de la Paz, w prowincji Michoacan. Święcenia kapłańskie przyjął w 1901 r. Uczęszczał do niższego seminarium duchownego w Cotija, a następnie do wyższego seminarium w Zamora. Po ukończeniu seminarium pozostał aktywnym i zaangażowanym w edukację kleryków wykładowcą co przyniosło mu chlubny przydomek „duchowego dyrektora seminarium”.
W 1911 r. rozpoczął wydawanie religijnego dziennika, który za cel stawiał sobie obronę Kościoła katolickiego i wartości religijnych. Władze rewolucyjne zmusiły go do szybkiego zamknięcia gazety.

## Prześladowania i emigracja
Kiedy w 1910 r. wybuchła rewolucja meksykańska, doszło do prześladowań duchownych i wiernych Kościoła katolickiego. Ksiądz Rafał Guizar stał się głównym celem prześladowań ze względu na śmiałe wypowiedzi w obronie Kościoła, odwagę cywilną i szacunek jakim otaczali go wierni.
Ostrzeżony o planowanym aresztowaniu musiał się ukrywać w przebraniu bezdomnego zbieracza złomu, sprzedawcy ulicznego, grajka i sprzedawcy preparatów homeopatycznych wciąż pełniąc z oddaniem posługę kapłańską. W 1915 r. trybunał rewolucyjny skazał zaocznie ks. Rafała Guizar na śmierć i wydał rozkaz jego natychmiastowego aresztowania i rozstrzelania. W obawie o życie, po gorących namowach wiernych, ks. Guizar przedostał się do USA, skąd udał się z posługą kapłańską do Gwatemali i na Kubę.
W czasie pobytu na Kubie został konsekrowany na biskupa Veracruz. Po zakończeniu rewolucji, w styczniu 1920 r. powrócił do Meksyku. Pierwsze dwa lata po powrocie do diecezji poświęcił na podróże duszpasterskie z misją odnowienia życia duchowego wiernych.

## Posługa biskupia
Jako biskup, św. Rafał Guizar wsławił się stwierdzeniem: „Biskup może nie mieć mitry, pastorału, czy nawet katedry, ale musi mieć seminarium, gdyż od niego zależy przyszłość diecezji”. Znany był z upartej walki o otwarcie, a następnie utrzymanie seminarium w Xalapa. Kiedy to się nie udało przeniósł seminarium do Meksyku, gdzie funkcjonowało w konspiracji przez 15 lat jako jedyne seminarium w Meksyku w okresie prześladowań religijnych.
16 sierpnia 1923 r. wstąpił do Rady nr 2311 Zakonu Rycerzy Kolumba w Xalapa. Swoim zaangażowaniem przyczynił się do dynamicznego rozwoju nowych Rad Rycerskich w diecezji Veracruz i w całym Meksyku.
Biskup Rafał Guizar Valencia musiał ponownie opuścić Meksyk w 1927 r. w czasie prześladowań Kościoła za prezydentury Plutarco Elias Calles. Dzięki wsparciu Zakonu Rycerzy Kolumba i działaniom Rządu USA już w 1929 r. udało mu się powrócić do swojej diecezji.

## Śmierć i kanonizacja
Po powrocie do Meksyku, bp Rafał Guizar Valencia kontynuował swoją posługę biskupią. Zmarł śmiercią naturalną 6 czerwca 1938. Został beatyfikowany 29 stycznia 1995 przez papieża Jana Pawła II, a następnie kanonizowany 15 października 2006 przez papieża Benedykta XVI.
Sześciu innych Rycerzy Kolumba – męczenników za wiarę z czasów prześladowań Kościoła Katolickiego w Meksyku w latach 20. i 30. XX wieku - było kanonizowanych przez Jana Pawła II w 2000.
Wspomnienie św. Rafała Guizar Valencia jest obchodzone w Kościele Katolickim 6 czerwca.